# Notoficula otagoensis
Notoficula otagoensis är en snäckart som beskrevs av Dell 1962. Notoficula otagoensis ingår i släktet Notoficula och familjen Triviidae. Inga underarter finns listade i Catalogue of Life.